# 萧弘义
萧弘义（?—?），辽国官员。契丹后族。
开泰七年（1018年）六月庚申，辽圣宗以耶律留宁、吴守达出使宋朝贺宋真宗生辰，萧高九、马贻谋出使宋朝贺正旦。加平章萧弘义开府仪同三司、尚父兼政事令。萧氏在辽朝加尚父的有五人：萧缅思（935年）、萧弘义、萧孝友（清宁初年）、萧德（咸雍初年）、萧韩家奴（1077年）。